# Adobe Creative Suite
Adobe Creative Suite ([əˈdəʋbɪ kri:ˈeɪtɪv swi:t]; укр. Едо́убі Кріейтів С'ют, дослівно «Творчий Пакет Адобі»; скорочено англ. CS) — дизайнерський пакет, набір професійних застосунків для роботи з комп'ютерною графікою, документами і вебзмістом виробництва Adobe. Вперше представлений у 2003 році.

## Creative Suite 5
Новий пакет, який вийшов навесні 2010, включає оновлені версії популярних програм Photoshop і Illustrator. Основною відмінністю CS5 від попередніх пакетів стала поява редактора Flash Catalyst, яка дозволяє створювати інтерактивний контент без необхідності писати програмний код. Усього Adobe представила 15 програм і понад 250 нових можливостей.
Користувачі зможуть обрати одну з п'яти комплектацій пакета. Найпростіша комплектація — Design Standard — крім Photoshop та Illustrator з літерним кодом CS5 (Creative Suite 5) включає InDesign і Acrobat Pro. Вартість цього пакету становить 1299 доларів. Повний комплект рішень під назвою Master Collection обійдеться користувачам у 2599 доларів.
При цьому Adobe надала власникам попередніх пакетів CS можливість здійснити апгрейд до нової версії. Для порівняння, оновлення до пакета Design Premium, який відрізняється від Design Standard наявністю доповненої версії Photoshop Extended, а також редактором Flash, обійдеться власникам CS4 в 599 доларів. Користувачам більш ранніх видань Design Premium перехід п'яту версію буде коштувати 799 доларів.
Застосунки зі складу Creative Suite 5 інтегровані з системою сервісів Adobe CS Live, куди входить п'ять онлайнових служб, що оптимізують дизайнерську роботу.

## Застосунки
Короткий опис застосунків з різних редакцій Creative Suite:
- Adobe Photoshop CS6— растровий графічний редактор (зі значною функціональністю векторної графіки).
- Adobe Photoshop CS6 Extended — надає всі функції Photoshop CS5 плюс нові функції для роботи з 3D-зображеннями, елементами руху та вдосконалений аналіз зображень.
- Adobe Illustrator CS6 — векторний графічний редактор. Програма Adobe Illustrator CS5 є повноцінним середовищем роботи з векторною графікою з новою прозорістю у градієнтах та множинними монтажними областями, що запрошує вас спробувати ефективніші способи дизайну.
- Adobe InDesign CS6 — настільна видавнича система. Створення професійних макетів для друку та електронних видань

Програмний продукт Adobe InDesign CS5 знімає бар'єри між публікуванням в режимі онлайн та офлайн. Створюйте бездоганні макети для друку, різноманітний вміст для відтворення в Adobe Flash Player з повним ефектом присутності, а також інтерактивні документи PDF. 
- Adobe Acrobat 11 — це сімейство програм, призначних для роботи з форматом Adobe Portable Document Format (PDF):
  - Adobe Acrobat Standard та Adobe Acrobat Professional, дозволяють створення PDF файлів
  - Adobe Reader, вільний (але з закритими джерельними кодами) застосунок, що забезпечує читання  PDF файлів
- Adobe Flash CS6 — це сімейство програм для роботи з різними мультимедійними технологіями Adobe :
  - Adobe Flash Professional, інструмент створення програм, що використовуються в вебзастосунках, іграх, відео-фрагментах, і змістовому наповненні для мобільних телефонів та інших приладдях. Він має підтримку втторної та растрової графіки, скриптову мову під назвою ActionScript і двонаправлені потоки звуку та відео.
  - Adobe Flash Player, вільний застосунок-програвач для відтворення окремих Adobe Flash (SWF) мультимедіа-файлів.
- Adobe Dreamweaver CS6 — застосунок для створення вебзмісту.
- Adobe Fireworks CS5 — крапковий та векторний графічний редактор в допомогу вебдизайнеру.
- Adobe Contribute CS5 — застосунок для редагування змісту вебсайта. Він дозволяє широкому колу людей в організації оновлювати вебсторінки, зменшуючи рівень необхідних для цього навичок дизанерської роботи.
- Adobe After Effects CS5 — програма роботи з цифровим відео. Використовується для стадії пост-продакшн фільмів і відео.
- Adobe Premiere Pro CS5 — відео-редактор реального часу і з часовою відміткою.
- Adobe Soundbooth CS5 — редактор цифрового звуку. Soundbooth не заміняє Adobe Audition, а радше створює продукт для креативних професіоналів, хто не є фахівцем зі звука.
- Adobe Encore — інструмент для створення DVD, спрямований для використання напів-професійними відео-подюсерами. Файли автоматично кодуються в MPEG-2 відео та Dolby Digital аудіо. DVD меню можна створити і редагувати в Adobe Photoshop, використовуючи спеціальну багаторівневу техніку.
- Adobe Bridge CS6 — організаційна програма. Її головне застосування — зв'язувати разом частини Creative Suite, використовуючи формат подібний до файлового оглядача, що містився в попередній версії Adobe Photoshop.
- Adobe Version Cue CS5 — дозволяє користувачам легко відстежувати і маніпулювати метаданими файлів, де зберігається інформація про історію файла, і ви можте побачити нову версію файла серед відносно старих. Version Cue також автоматизує процес співпраці над документами групи співавторів.
- Adobe Device Central CS5 — має за основну мету інтегрувати частини Creative Suite разом, щоб дати можливість професіоналам, вебдизайнерам і мобільним розробникам простий спосіб передивитися і протестувати Flash Lite, бітмапи, веб і відео контент для мобільних пристроїв.
- Adobe Acrobat Connect CS5 — використовується для створення інформації і загальних презентацій, онлайнових тренувальних курсів, вебконференцій, навчальних модулів, і розподілених стільниць клоистувача. Застосунок побулованийповністю на Adobe Flash. Всі зібрані робочі просториорганізовані в «стручки» («pods»); і кожен стручок виконує специфічну роль (наприклад, чат, презентації, нотатки тощо). Рекомендованою базою даних, що забезпечує роботу, є MS SQL.
- Adobe Dynamic Link CS5 — інтегрує After Effects з Premiere Pro та Encore.
- Adobe OnLocation CS5 — (тільки Windows) утиліта для прямого запису на диск і моніторингу.
- Adobe Ultra CS5 — (тільки Windows) для векторного перетворення зображень і створення повсякденного набору ефектів. Ultra використовує технологію аналізу зображення для створення високоякісних ефектів навіть при  слабому освітленні. Ultra також включає технологію віртуального набору, що дозволяє робити віртуальне тривимірне оточення.

## Редакції
Адобе надає пакет Creative Suite у п'яти різних «виданнях», що включають в себе:
- Adobe Creative Suite 5 Дизайн Преміум та Дизайн Стандарт — це два видання сім'ї програм  Adobe Creative Suite 5 які призначаються для професійних проектувальників у сфері друку, вебу, інтерактивних та мобільних розваг. Ключова різниця між Дизайн Преміум та Дизайн Стандарт є включення Adobe Photoshop CS5 Extended (Розширеної версії), Adobe Flash Catalyst CS5, Adobe Flash Professional CS5, Adobe Dreamweaver CS5, та Adobe Fireworks CS5 до Преміум версії.
- Adobe Creative Suite 5 Web Premium — це видання сім'ї програм Adobe Creative Suite 5 що признацене для професійних проектувальників та розробників мережевої продукції.
- Adobe Creative Suite 5 Production Premium — це видання сім'ї програм Adobe Creative Suite 5 що призначене для використання експертами професійної пост-обробки «багатих-медіа» (rich-media) та відео матеріалів, що створють проекти для фільмів, відео, радіо та теле-мовників, веб, DVD, Blu-ray, та мобільних пристроїв.
- Adobe Creative Suite 5 Master Collection  містить програми із усіх вище згаданих видань.

Нижче наводимо матрицю програм що входять у різні редакціх пакетів Creative Suite 5(CS5), Creative Suite 4(CS4) та Creative Suite 3(CS3):
| Програма                             | Design  | Design   | Web Premium | Production Premium | Master Collection |
| Програма                             | Premium | Standard | Web Premium | Production Premium | Master Collection |
| ------------------------------------ | ------- | -------- | ----------- | ------------------ | ----------------- |
| Photoshop CS5 Extended               |         |          |             |                    |                   |
| Photoshop CS5                        |         |          |             |                    |                   |
| Illustrator CS5                      |         |          |             |                    |                   |
| InDesign CS5                         |         |          |             |                    |                   |
| Acrobat 9 Pro                        |         |          |             |                    |                   |
| Flash Catalyst CS5                   |         |          |             |                    |                   |
| Flash Professional CS5               |         |          |             |                    |                   |
| Flash Builder 4 Standard             |         |          |             |                    |                   |
| Dreamweaver CS5                      |         |          |             |                    |                   |
| Fireworks CS5                        |         |          |             |                    |                   |
| Contribute CS5                       |         |          |             |                    |                   |
| Premiere Pro CS5                     |         |          |             |                    |                   |
| OnLocation CS5                       |         |          |             |                    |                   |
| Encore CS5                           |         |          |             |                    |                   |
| After Effects CS5                    |         |          |             |                    |                   |
| Soundbooth CS5                       |         |          |             |                    |                   |
| Спільні функції, служби і застосунки |         |          |             |                    |                   |
| Bridge CS5                           |         |          |             |                    |                   |
| Device Central CS5                   |         |          |             |                    |                   |
| Dynamic Link                         |         |          |             |                    |                   |
| CS Live                              |         |          |             |                    |                   |

Adobe Version Cue, це програма що дозволяє користувачам легко знайти та маніпулювати метаданими файлів та автоматизувати процес спільного перегляду документів серед груп лудей, а видання Adobe Creative Suite Web Standard', яке раніше було доступне у виданні CS4, було виключено з списку програм що входять у CS5.
Adobe Encore та Adobe OnLocation (раніше відомі як Serious Magic DV Rack HD2) тепер включені як частина Adobe Premiere Pro та більше не випускаються як самостійні програми.
Adobe InCopy, програма що щільно інтегрована у Adobe InDesign, тепер також є частиною сім'ї програм Creative Suite, але не включена у будь-яке видання CS5. Його можна замовити лише у Адобе, сторонніх розробників плагінів, або ж системнех інтеграторів.
| Програма                             | Design   | Design  | Web      | Web     | Production Premium | Master Collection |
| Програма                             | Standard | Premium | Standard | Premium | Production Premium | Master Collection |
| ------------------------------------ | -------- | ------- | -------- | ------- | ------------------ | ----------------- |
| Photoshop CS4                        |          |         |          |         |                    |                   |
| Photoshop CS4 Extended               |          |         |          |         |                    |                   |
| Illustrator CS4                      |          |         |          |         |                    |                   |
| InDesign CS4                         |          |         |          |         |                    |                   |
| Acrobat 9 Pro                        |          |         |          |         |                    |                   |
| Flash CS4 Professional               |          |         |          |         |                    |                   |
| Dreamweaver CS4                      |          |         |          |         |                    |                   |
| Fireworks CS4                        |          |         |          |         |                    |                   |
| Contribute CS4                       |          |         |          |         |                    |                   |
| Soundbooth CS4                       |          |         |          |         |                    |                   |
| After Effects CS4                    |          |         |          |         |                    |                   |
| Premiere Pro CS4                     |          |         |          |         |                    |                   |
| OnLocation CS4                       |          |         |          |         |                    |                   |
| Encore CS4                           |          |         |          |         |                    |                   |
| Спільні функції, служби і застосунки |          |         |          |         |                    |                   |
| Bridge CS4                           |          |         |          |         |                    |                   |
| Device Central CS4                   |          |         |          |         |                    |                   |
| Version Cue CS4                      |          |         |          |         |                    |                   |
| Dynamic Link                         |          |         |          |         |                    |                   |

| Програма                             | Design   | Design  | Web      | Web     | Production Premium | Master Collection |
| Програма                             | Standard | Premium | Standard | Premium | Production Premium | Master Collection |
| Photoshop CS3                        |          |         |          |         |                    |                   |
| Photoshop CS3 Extended               |          |         |          |         |                    |                   |
| Illustrator CS3                      |          |         |          |         |                    |                   |
| InDesign CS3                         |          |         |          |         |                    |                   |
| Acrobat 8 Professional               |          |         |          |         |                    |                   |
| Flash CS3 Professional               |          |         |          |         |                    |                   |
| Dreamweaver CS3                      |          |         |          |         |                    |                   |
| Fireworks CS3                        |          |         |          |         |                    |                   |
| Contribute CS3                       |          |         |          |         |                    |                   |
| After Effects CS3 Professional       |          |         |          |         |                    |                   |
| Premiere Pro CS3                     |          |         |          |         |                    |                   |
| Soundbooth CS3                       |          |         |          |         |                    |                   |
| Encore CS3                           |          |         |          |         |                    |                   |
| Спільні функції, служби і застосунки |          |         |          |         |                    |                   |
| Bridge CS3                           |          |         |          |         |                    |                   |
| Version Cue CS3                      |          |         |          |         |                    |                   |
| Device Central CS3                   |          |         |          |         |                    |                   |
| Stock Photos                         |          |         |          |         |                    |                   |
| Acrobat Connect                      |          |         |          |         |                    |                   |
| Dynamic Link                         |          |         |          |         |                    |                   |
| OnLocation CS3 (Windows only)        |          |         |          |         |                    |                   |
| Ultra CS3 (Windows only)             |          |         |          |         |                    |                   |

## Історія

### Creative Suite 1 та 2
Першу версію Adobe Creative Suite 1 випустили у вересні 2003 року , а Creative Suite 2 у квітні 2005 року. Перші дві версії (CS та CS2) були доступні у двох виданнях.
Стандартне Видання включало в себе:
- Adobe Bridge
- Adobe Illustrator
- Adobe InDesign
- Adobe Photoshop
- Adobe Version Cue
- Adobe Acrobat Professional
- Додаткові матеріали про дизайн та трейнинг

Преміум Видання додатково мало також:
- Adobe Dreamweaver (починаючи з Creative Suite версії 2.3)
- Adobe GoLive

### Creative Suite Production Studio
Adobe Creative Suite Production Studio (раніше відоме як Adobe Video Collection) було пакетом програм для здобуття, редагування, та розповсюдження цифрового відео та аудіо, який випустили приблизно в той же час що і  Adobe Creative Suite 1. Пакет був доступний у стандартній та преміум версіях
Adobe Production Studio Преміум Версія складалася з:
- Adobe After Effects Професійна
- Adobe Audition
- Adobe Bridge
- Adobe Encore DVD
- Adobe Premiere Pro
- Adobe Photoshop
- Adobe Illustrator
- Adobe Dynamic Link (Не продавався як окремий продукт)

Adobe Production Studio Стандартна Версія складалася з:
- Adobe After Effects Standard
- Adobe Bridge
- Adobe Premiere Pro
- Adobe Photoshop

Починаюси з CS3, Adobe Production Studio стала частиною сім'ї програм Creative Suite. Відповідна версія для Production Studio Преміум стала Adobe Creative Suite Production Premium.

### Macromedia Studio
Macromedia Studio було пакетом програм розроблених для створення веб матеріалу, який розробила та розповсюджувала компанія Macromedia. Після того як Adobe поглинуло Macromedia, Macromedia Studio 8 була перероблена та інтегрована у дві версії сім'ї програм Adobe Creative Suite починаючи з версії 2.3 і вище. Найближчий родич Macromedia Studio 8 тепер має назву Adobe Creative Suite Web Premium.
Основні програми Macromedia Studio злили у Adobe Creative Suite починаючи з версії CS3, включаючи Flash, Dreamweaver, та Fireworks. Деякі програми Macromedia були поглинуті існуючими програмними пакетами Adobe, як от. FreeHand замінили Adobe Illustrator'ом. Director та ColdFusion не є частиною Adobe Creative Suite та є доступним лише як сомостійні програми.  Остаточна версія Macromedia Studio включала:
- Macromedia Studio MX Випущений 29 травня 2002 року, всередині компінії звався версією №6 та першою інкарнацією Studio який використовував суфікс «MX», що було скороченням у цілях маркетингу слова «Maximize». Studio MX включало Dreamweaver, Flash, FreeHand, Fireworks та версію ColdFusion'а для розробників.
- Macromedia Studio MX Plus Випущений 10 лютого 2003 року, іноді також відомий як MX 1.1. MX Plus був спеціальною версією MX релізу що містив у собі Freehand MX (який замінив Freehand 10), Contribute та DevNet Resource Kit Special Edition на додачу до вже наявного пакету програм MX.
- Macromedia Studio MX 2004 Випущений 10 вересня 2003, незважаючи на свою назву, усередині компанії відомий як версія № 7. Studio MX 2004 включав FreeHand разом з оновленою версією Dreamweaver'а, Flash'а та Fireworks'а. Альтернативна версія  Studio MX 2004 включала також Flash Professional.
- Macromedia Studio 8 Випущений 13 вересня 2005, Studio 8 було останньою версією Macromedia Studio. Воно складалося з Dreamwaver 8, Flash 8, Flash 8 Video Converter, Fireworks 8, Contribute 3 та FlashPaper.